# Сен-Фалль, Ники де
Ники де Сен-Фалль (фр. Niki de Saint Phalle, собственно Catherine-Marie-Agnès Fal de Saint Phalle, 29 октября 1930, Нёйи-сюр-Сен — 21 марта 2002, Сан-Диего) — французская театральная художница и скульптор, представительница нового реализма. Жена скульптора Жана Тенгели. Среди наиболее известных работ супругов — фонтан Стравинского в Париже.

## Жизнь и творчество

### Детство и юность
Мари-Аньес де Сен-Фаль родилась 29 октября 1930 года в Нёйи-сюр-Сен, департамент О-де-Сен, недалеко от Парижа, в семье французского банкира, графа Андре-Мари Фаль де Сен-Фалля (1906—1967) и американки Жанны Жаклин Харпер (1908—1980). Мари-Аньес была второй из пяти детей Сен-Фаллей.
Вскоре после рождения Мари-Аньес её отец в связи с началом Великой депрессии закрыл свой бизнес во Франции. Родители уехали в США, оставив девочку на попечении бабушки и дедушки по материнской линии, живших в Ньевре. В 1933 году Мари-Аньес привезли в США, где прошла большая часть детства и юности будущей художницы. В 1937 году семья переехала на восточную 88-ю улицу в фешенебельном районе Верхний Ист-Сайд в Нью-Йорке. К этому времени Мари-Агнес в семье стали называть «Ники», под этим именем она станет известной.
Дети росли в строгой католической среде, против гнёта которой Ники неоднократно восставала. Её мать была темпераментной, исповедовавшей жёсткие методы воспитания. Атмосфера в доме была напряженной; единственное место, где Ники чувствовала себя комфортно, была кухня, где работал чёрный повар. Спустя годы Ники призналась, что она страдала от сексуальных домогательств со стороны отца, начиная с 11 лет.
Девочка часто приезжала во Францию погостить у родственников, она свободно владела как французским, так и английским языками. В 1937 году Ники поступила в школу в монастыре Святого Сердца на 91-й Восточной улице на Манхэттене. В 1941 году была исключена из школы, и жила у бабушки и деда по матери в Принстоне, недолго училась в государственной школе.
Она вернулась в Верхний Ист-Сайд и в 1942—1944 годах училась там в школе Брирли, но была отчислена за раскрашивание красным цветом фиговых листков классических скульптур, украшавших учебное заведение. Позднее Ники утверждала, что именно там «[я] стала феминисткой. Они внушали нам, что женщины могут и должны совершать великие дела». После школы Брирли училась в монастырской школе в Сафферне, штат Нью-Йорк, и снова была исключена. Образование закончила в школе Олдфилдс в Гленко, штат Мэриленд в 1947 году.
Работала моделью, в 16 лет снялась для обложки журнала Лайф, в 22 — журнала Вог. Её фотографии публиковали также Harper’s Bazaar и Elle.

### Первый брак
В 18 лет Сен-Фалль вышла замуж за своего ровесника, поэта и прозаика Гарри Мэтьюза, впоследствии — члена группы УЛИПО. Они познакомились в детстве, когда им было около 11—12 лет. Шесть лет спустя они случайно встретились в поезде, следовавшем в Принстон, и через некоторое время вступили в связь. Гражданская церемония заключения брака состоялась 6 июня 1949 года в Нью-Йорке. В феврале 1950 года, по настоянию матери Ники, они обвенчались в католической церкви. Протестантская семья Мэтьюза из-за того, что Ники была католичкой, порвала с ним, и он был почти лишён средств к существованию. Супруги иногда даже крали в магазинах книги или деликатесы, которые не могли себе позволить купить. Мэтьюзы переехали в Кембридж (Массачусетс), чтобы Гарри мог изучать музыку в Гарвардском университете. Ники начала писать маслом и гуашью, однако в то же время мечтала об актёрской карьере. Первый ребёнок Мэтьюзов, дочь Лора, родилась в апреле 1951 года. В 1952 году они переехали в Париж, где Гарри продолжил обучение дирижированию в Нормальной школе музыки, а Ники поступила в театральную школу. Гарри и Ники были довольно беспечными родителями, нередко они оставляли маленькую Лору спящей (по словам Гарри, он клал вокруг кроватки кусочки салями, чтобы проснувшись, девочка могла поесть. Однажды, в отсутствие Мэтьюзов, в доме произошла утечка газа, и Лору спасли соседи)однако материальное положение семьи кардинально улучшилось, так как Мэтьюз получил наследство. В каникулы Мэтьюзы путешествовали по югу Франции, Испании и Италии. Здесь Ники увлеклась идеей средневекового собора как плода коллективной деятельности, что впоследствии окажет влияние на её собственное творчество. Её консервативные родственники с сомнением относились к художественному творчеству Ники. Однако, вскоре Ники поняла, что, выйдя замуж, она вела тот же самый буржуазный образ жизни, против которого ранее бунтовала.
Около десяти лет супруги странствовали по Франции и другим европейским странам. В Ницце в 1953 году супруги жили раздельно, после того, как Ники застала Гарри с любовницей, она приняла большую дозу снотворного, но выжила. Мэтьюз обнаружил у Ники под матрасом тайник с ножами, бритвами и ножницами и отправил её в психиатрическую клинику в Ницце. Ники назначили электрошоковую терапию и инсулиновый шок. В клинике, освободившись от рутинной домашней работы, она сосредоточилась на творчестве, и это благотворно отразилось на её состоянии, через шесть недель её выписали. В это же время Мэтьюз оставил мечту о работе дирижёром, бросил учёбу и начал работу над своим первым романом.
Находясь в Париже в 1954 году по делам модельного бизнеса, Сен-Фалль познакомилась с американо-французским художником Хью Вайсом , который стал её другом и художественным наставником. Он убедил Ники продолжать рисовать в том наивном стиле самоучки, которым она начинала.
В сентябре 1954 года Мэтьюзы переехали на Майорку в Дейю, где 1 мая 1955 года Ники родила сына Филиппа. Пребывание в Испании стало одним из важных этапов в творческой жизни Сен-Фалль. Она читала Пруста, побывала в Мадриде и Барселоне, где её особенно увлекли работы Антонио Гауди. Ей были близки идеи последнего по использованию неожиданных материалов и технологий в скульптуре и архитектуре. Неизгладимое впечатление на Ники произвёл Парк Гуэль, породивший у неё желание когда-либо создать подобный парковый комплекс, в котором гармонично бы сочетались природа и рукотворные сооружения. Позднее она сказала: «Гауди определил мою судьбу и мою мечту. Я представляла себе убежище от забот, прибежище радости. Однажды я тоже построила бы фантастический сад»..
Период интенсивного занятия живописью начался для Ники после переезда в Париж в середине 1950-х годов. Первая выставка её работ состоялась в 1956 году в Швейцарии, экспозицию составили картины, выполненные маслом в наивном стиле.

### Знакомство с Тенгели. Скульптура
В 1956 году Ники познакомилась с Жаном Тенгели, в то время женатом на художнице Еве Эппли. Тенгели стал знаменит благодаря своим кинетическим скульптурам, созданным из различных механизмов и мусора. Впервые Сен-Фалль занялась скульптурой, попросив Тенгели помочь с изготовлением каркаса из арматуры, который она покрыла штукатуркой и раскрасила.
В конце 1950-х годов Сен-Фалль заболела гипертиреозом и тахикардией, от болезней её избавило оперативное вмешательство.
В 1959 году познакомилась с произведениями новых реалистов (Ив Кляйн, Марсель Дюшан, Даниэль Шпёрри и др.) и оставила живопись маслом, перейдя к гуаши и глянцевой краске. Также под влиянием этих художников увлеклась ассамбляжем из бытовых предметов. Одновременно она решила уделять больше времени семье.
Тенгели в 1960 году представил Ники Понтусу Хултену, директору стокгольмского Moderna Museet (Современный музей). В течение следующих нескольких лет Хултен приглашал Сен-Фалль для участия в важных выставках и приобретал для музея её работы. Позднее, став первым директором Центра Жоржа Помпиду в Париже (1974—1981), он продолжал пропагандировать творчество Сен-Фалль.
В 1960 году Ники и Гарри разъехались по взаимному соглашению, дети жили с отцом, мать навещала их время от времени. Гарри иногда покупал у Ники её работы, обеспечивая таким образом ей средства на жизнь. Вскоре Ники связала свою жизнь с Тенгели, который к тому времени разошёлся с женой. Их совместная жизнь была бурной, отмеченной многочисленными скандалами и взаимными изменами, тем не менее отношения продолжались несколько десятков лет. Брак между Сен-Фалль и Тенгели был заключён только в 1971 году. Их сотрудничество не прерывалось до смерти Тенгели в 1991 году, даже после того, как супруги расстались (за два года до его смерти).

## Тиры
В начале 1960-х годов Сен-Фалль сделала серию работ под названием «Тиры» (Tirs (Shootings or Shots, «расстрелянные картины»)), объединивших перформанс, боди-арт, живопись и скульптуру. Серия начиналась с «прицельных картинок», с нарисованными мишенями, такими как «Себастьян» («Портрет моего возлюбленного / Портрет моей возлюбленной / Несчастный мученик») (1961) или «Ассамбляж» (фигура с головой-мишенью для дартса) (1962).
Вскоре Ники стала проводить перформансы с «расстрелом» ассамбляжей из предметов домашнего обихода и мешочков с краской, установленных на досках и покрытых штукатуркой, художница стреляла по ним из пистолета или винтовки. Первый подобный перформанс был проведён Сен-Фалль в феврале 1961 года, в нём приняли участие, кроме Ники, Жан Тенгели, Даниэль Шпёрри, Пьер Рестани и другие. Для желающих участвовать в создании произведений с помощью винтовки Ники составила инструкцию, где особое внимание уделяла выбору оружия и боеприпасов, а также сохранению полученных красочных эффектов. Главным смыслом объявлялось продолжение процесса до того момента, пока полученная картина не понравится её создателю. Благодаря своим перформансам она познакомилась со многими другими начинающими художниками, в том числе с Робертом Раушенбергом, Ад Рейнхардтом, Фрэнком Стеллой и Эдвардом Кинхольцем. Рестани на правах основателя движения нового реализма, пригласил Сен-Фалль присоединиться к нему. Она стала единственной женщиной-участницей движения. Новые реалисты (движение объединяло очень разных художников) отвергали культовое значение художника-творца (исповедуемое абстракционизмом) и вовлекали зрителей в процесс создания произведений искусства.
В июне 1961 года Ники де Сен-Фаль и Жан Тенгели вместе Джаспером Джонсом и Робертом Раушенбергом приняли участие в концерте под названием «Вариации II», организованном авангардистским американским композитором Джоном Кейджем. Концерт проходил в здании американского посольства в Париже. Пока Дэвид Тюдор исполнял на пианино композиции Кейджа, художники прямо на сцене создавали свои произведения, а зрители были свидетелями происходящего.
В 1962 году на перформансе в Нью-Йорке Ники стреляла в статую Венеры Милосской, в которой были заключены баллоны с краской, «убив» олицетворение женского идеала. Таким образом художница декларировала своё отношение к устоявшемуся в обществе клише женской красоты и роли женщины вообще. Сен-Фалль проводила «расстрелы» в художественных музеях и галереях, нанимала других художников для участия в перформансах и приглашала посетителей делать фотографические снимки происходщего. Необычные выступления привлекли внимание средств массовой информации, критики ставили Сен-Фалль в ряд художников, представляющих авангард современного искусства.

## «Нана»
В 1963—1964 годах Сен-Фалль, развивая тему протеста против стереотипных представлений о роли женщины в обществе, работала над серией фигур из папье-маше, шерсти и кусков тканей, изображающих призраки или полуразложившиеся тела в свадебных платьях или женщин, производящих на свет монстров.Критики проводили параллели между этими фигурами и мисс Хэвишем из романа Чарльза Диккенса «Большие надежды» .
С течением времени скульптор обратилась к образу более жизнерадостному, создав серию скульптур, объединённых именем «Нана». Крупномасштабные фигуры из стеклопластика, раскрашенные яркими акриловыми красками, изображают полную беззаботную женщину в разных ситуациях — в основном в акробатических позах и танце. Новый образ появился благодаря рисунку американского художника Ларри Риверса, на котором была изображена его беременная жена Кларис Прайс. Серия скульптур «Нана» ассоциируются искусствоведами с «Танцем» Матисса и полнокровными женщинами, привлекавшими Гастона Лашеза, Майоля и Родена.

Скульптура Ники Сен-Фалль
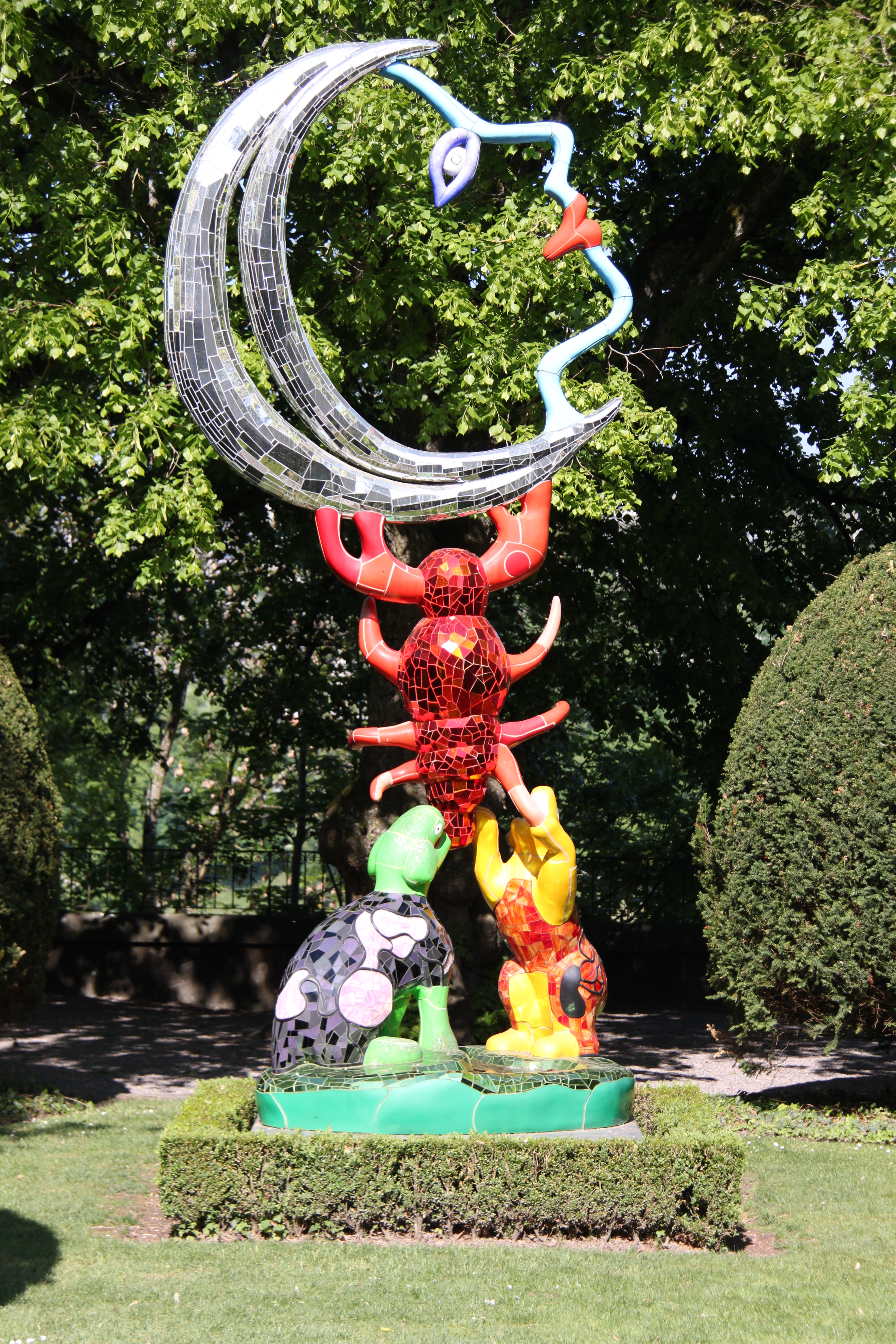
Большая луна в саду Фрибура
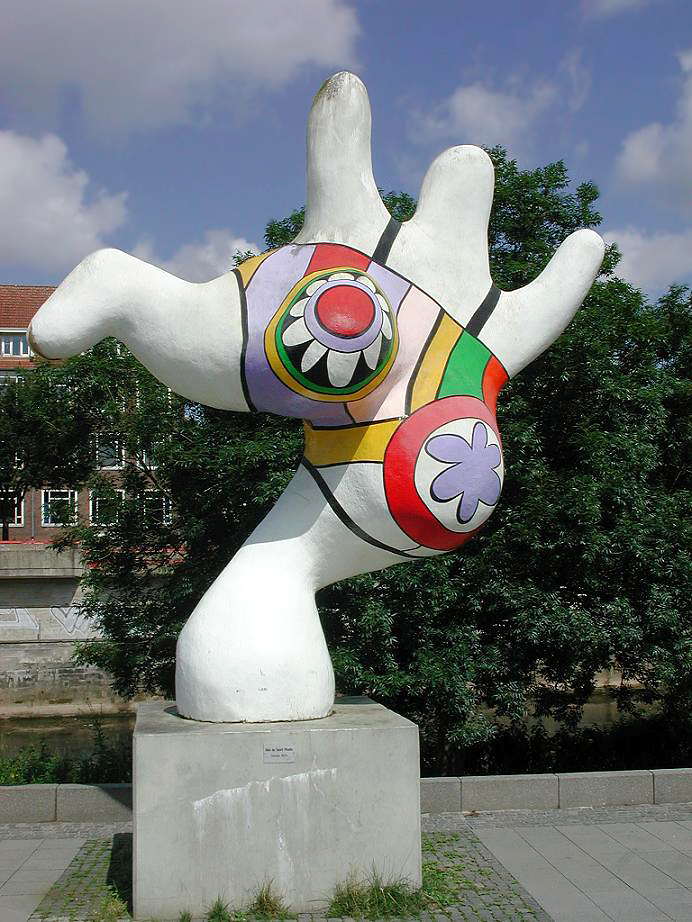
Нана. Ганновер, 1974
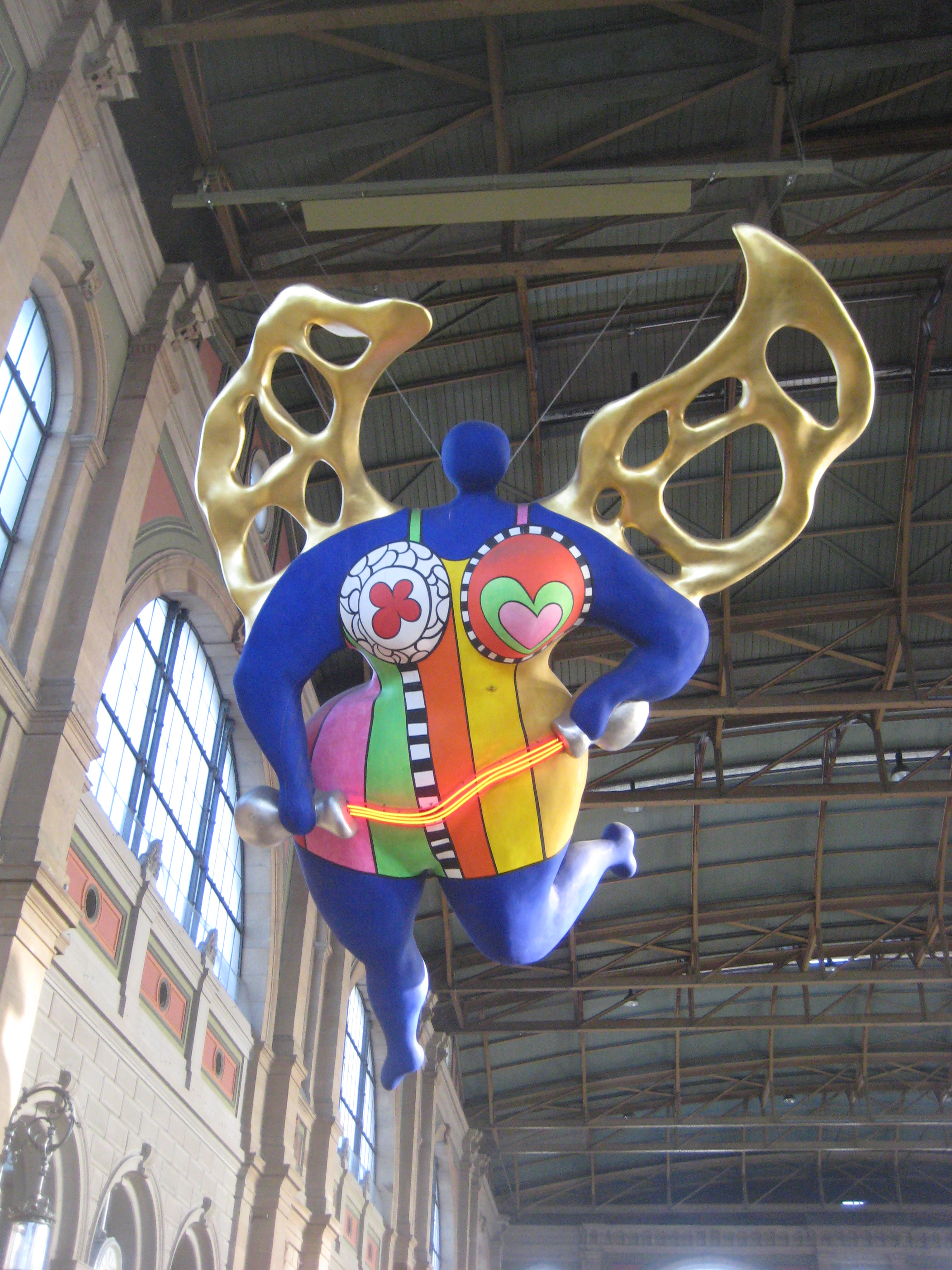
Ангел Хранитель, в холле Главного Вокзала в Цюрихе

Имя «Нана» серия скульптур получила в 1965 году — во французском языке это сленговое слово примерно означает «бабёнка»,  или «тёлка» или «цыплёнок». Первая из этих фигур, выполненная из папье-маше, пряжи и ткани, была выставлена в галерее Александра Иоласа в Париже в сентябре 1965 года. В преддверии шоу Иолас опубликовал первую книгу-рукопись Сен-Фалль. Во время этого шоу она участвовала в лотерее, организованной Клубом художников Нью-Йорка, где разыгрывались произведения искусства, оставленные в ячейках хранения в багажном отделении Пенсильванского вокзала. Ключи предлагались публике по 10 долларов США за каждый. Вдохновлённая Иоласом, Сен-Фалль стала создавать графические работы, сопровождающие экспозиции её произведений, которые воспроизводились в шелкографии, плакатах и книгах.
В 1966 году Сен-Фалль в сотрудничестве с Жаном Тенгели и Пер Олофом Ультведтом работала над инсталляцией Hon-en katedral (что по-шведски означает «Кафедральный собор»). Сооружение находилось в большой временной галерее Музея современного искусства (Стокгольм). В это время строительства Сен-Фалль приняла на работу швейцарского студента искусств Рико Вебера, который работал мойщиком посуды в музейном ресторане(в последующие годы он стал главным помощником и сотрудником как Сен-Фалль, так и Тенгели). Команда из 8 человек напряженно работала в течение 40 дней. За это время был создан каркас из металлической арматуры, его накрыли проволочной сеткой и обклеили тканью. Внутренняя часть сооружения была выкрашена в чёрный цвет, снаружи оно было разрисовано яркими красками. Конструкция имела длину 82 фута (25 м), ширину 30 футов (9,1 м) и весила около 6 тонн.
Сооружение представляло собой гигантскую скульптуру лежащей беременной «Нана», вход в сооружение находился в её влагалище. На одном из массивных бедер женщины был начертан девиз: «Пусть стыдится подумавший плохо об этом». Внутри гигантской скульптуры находились кинотеатр на 12 мест, молочный бар в районе её груди, пруд с рыбой и «мозг» скульптуры, созданный Тенгели из движущихся механизмов. Кроме того в сооружении находились таксофон, диван-кресло, музей поддельных картин, торговый автомат с сэндвичами, художественная инсталляция Ультведта и детская горка.
Поначалу инсталляция была воспринята с недоумением, а вскоре вызвала широкий резонанс в мировых средствах массовой информации, сделав рекламу музею. Более 100 000 посетителей, в том числе множество детей посетили инсталляцию.  Через три месяца всё сооружение было демонтировано. Голова скульптуры стала экспонатом постоянной коллекции музея, а часть небольших фрагментов, приложенных к каталогам выставки, выпущенным ограниченным тиражом, была распродана как сувениры.
Примерно в это же время Сен-Фалль обратилась к сценографии. Она создала декорации и костюмы для театральных постановок: балета Ролана Пёти «Хвала безумию», (1966), адаптации пьесы Аристофана «Лисистрата» (1966); и пьесы на немецком языке Райнера фон Диеса ICH (All About Me) (1968). Большие статичные или движущиеся фигуры «Нана» были задействованы в оформлении спектаклей. 
Под влиянием Гауди создала фантастический Сад игры в Таро в городке Каравикьо (100 км к северо-западу от Рима), над которым работала свыше 20 лет (был открыт в 1998). В 1998—2002 годах работала в Калифорнии над садом «Волшебный круг королевы Калифии».
Написала несколько автобиографических книг, работала в кино, о ней и Тенгели снят документальный фильм Петера Шамони (1996). Умерла от лёгочной болезни, вызванной отравлением токсическими веществами, которые она использовала при изготовлении и раскрашивании своих скульптур.
В 2000 году Ники стала почётной гражданкой Ганновера. На вокзале Ганновера в 2002 был открыт пассаж Ники де Сен-Фалль.

## Книги
- Следы: книга воспоминаний, 1930-49 (1999)
- Гарри и я, 1950-60: семейные годы (2006)

## Семья
- Жан Тенгели (1925—1991) — швейцарский скульптор, представитель кинетического искусства, вдохновлённого дадаизмом.

## Документальные фильмы
- 2014 — Ники де Сен-Фалль, мечта архитектора / Niki de Saint Phalle, un rêve d’architecte (реж. Анн Жюльен / Anne Julien, Луиз Фор / Louise Faure)

## Комментарии
1. ↑  Позднее младшие сестра и брат Ники, Элизабет и Ричард, покончили жизнь самоубийством.
2. ↑  Признание было сделано через тридцать лет после смерти отца, в автобиографии художницы. Как считала Сен-Фалль, несмотря на то, что об инцесте говорить невероятно тяжело, сказать о нём было необходимо. Парадоксально, но и её отец, и её мать были во многом привлекательными людьми, спустя годы Сен-Фалль сделала вывод, что она очень похожа на них.
3. ↑  Осуществить свою мечту Ники удалось через два десятилетия, когда она создала «Сад Таро» в Тоскане со скульптурами, изображающими символы средневековой колоды карт[11].
4. ↑  На одном из Tirs 1961 года Ники повторила коллаж Раушенберга, а потом предложила ему лично расстрелять его, создав новое произведение[19].